# (795) Fini
(795) Fini ist ein Asteroid des Hauptgürtels, der am 26. September 1914 vom österreichischen Astronomen Johann Palisa in Wien entdeckt wurde.
Die Herkunft des Namens ist unbekannt.